# Internados
Se llama «internados» al personal, vehículos, buques o aeronaves de potencias en guerra que son retenidos en un tercer país como consecuencia de los acuerdos de Ginebra y La Haya a fin de cumplir sus obligaciones como neutral en la contienda de los primeros. La condición de neutral de España en las dos guerras mundiales del siglo XX llevaron a que se registrasen diversos casos de internamiento.

## Primera Guerra Mundial
Durante la Primera Guerra Mundial, fueron internados los submarinos alemanes SM UB-23 en La Coruña y el SM UB-49 en Cádiz, fugándose este último una vez que reparó sus averías. Ante las protestas del Rey Alfonso XIII a su primo Guillermo II, se internó un submarino de igual tipo en el puerto austriaco de Pola bajo la supervisión de oficiales españoles. Al acabar la contienda, el gobierno español inició, en agosto de 1918 las negociaciones con las autoridades alemanas para compensar, al menos en parte, las pérdidas sufridas por la flota mercante por la acción de los submarinos alemanes U-boot. En octubre se aprobó, como resultado de dichas negociaciones, que varios buques alemanes refugiados en puertos españoles, cuyo tonelaje equivalía sólo a parte del total de las pérdidas, pasaran a propiedad española, independientemente del acuerdo definitivo al que se llegase con Alemania.
| Nombre original | Nombre de asignación | Nombre definitivo | Botadura | Finalización de servicio | Observaciones |
| --------------- | -------------------- | ----------------- | -------- | ------------------------ | --- |
| Eriphia         | España n.º 1         | Sardinero         | 1902     | Desguazado en 1977       | Entregado en 1924 a la Compañía Vasco-Cantábrica de Navegación. Rebautizado en 1934 como Ita. |
| Javorina        | España n.º 2         | Generalife        | 1908     | Desguazado en 1967       | Vendido en 1924 a la Compañía Trasmediterránea por un precio de 902 000 pesetas junto con el España n.º 4. |
| Roma            | España n.º 3         | España n.º 3      | 1906     | Desguazado en 1965       | Adscrito como unidad de transporte del Ministerio de Marina. Rebautizado en 1943 como Castillo Figueras. |
| Crefeld         | España n.º 4         | Teide             | 1895     | Hundido en 1932          | Vendido en 1924 a la Compañía Trasmediterránea por un precio de 902 000 pesetas junto con el España n.º 2. Hundido el 08/06/1932 en la isla de Fernando Poo (entonces Guinea Española) tras encallar accidentalmente en Punta Oscura. |
| Riga            | España n.º 5         | España n.º 5      | 1906     | Desguazado en 1964       | Adscrito como unidad de transporte del Ministerio de la Guerra. Rebautizado en 1943 como Castillo Tordesillas. |
| Neuenfels       | España n.º 6         | Dédalo            | 1901     | Desguazado en 1940       | Reconvertido en el portaaviones Dédalo. |

## Segunda Guerra Mundial
Durante la Segunda Guerra Mundial, España internó aviones, aliados y del Eje, en algunos raros casos se negoció la compra. Los internados son principalmente aviones caídos en España durante la Segunda Guerra Mundial, ya que de ellos hubo un número muy grande. Unos pocos volvieron a volar.
Los aviones que aterrizaron y fueron incorporados al Ejército del Aire fueron:
- 18 bombarderos Junkers Ju 88 de diversas variantes, de 21 que llegaron a España (variantes: A-4, A-4 Trop, A-14, C-6, D-1 y D-1 Trop).
- 5 hidroaviones de reconocimiento naval Romeo Ro-43.
- 3 aviones de patrulla marítima Focke-Wulf Fw 200C Cóndor (uno casi incorporado a Iberia, solo uno llegó a volar en el Ejército del Aire).
- 1 transporte Junkers Ju 290 A-5 de Lufthansa (incorporado al Ejército del Aire).
- 1 bombardero North American B-25 Mitchell (incorporado al Ejército del Aire).
- 1 avión de patrulla Consolidated PBY-5A Catalina, comprado por España.
- 1 hidroavión Fairey Swordfish (incorporado al Ejército del Aire).
- 3 aviones de transporte Douglas C-47 (incorporados a Iberia).
- 1 Potez 63-11 (evaluado por el Ejército del Aire).

Durante la Segunda Guerra Mundial hubo numerosos incidentes en que se violó el espacio aéreo español. Alguno de los incidentes consistieron en accidentes, como el Hudson V9115 del 24 Squadron de la RAF que se estrelló frente a La Coruña en diciembre de 1941. Otros aviones llegaron a causa de combates, como el Consolidated PB4Y-1 Liberator del VB-103 (número de serie 32022) atacado por seis JU-88 cerca del cabo de Finisterre, el 4 de septiembre de 1943 y que tuvo que amarar frente a la costa.
Durante la Segunda Guerra Mundial, también fueron internados dos submarinos alemanes; el U-760 y el U-573, este último, fue incorporado a la Armada Española inicialmente con el numeral G7; el primero de ellos fue entregado al Reino Unido una vez finalizada la contienda.